# Бернаус, Марк
Марк Берна́ус Ка́но (кат. Marc Bernaus Cano; 2 февраля 1977, Андорра-ла-Велья, Андорра) — андоррский футболист, защитник. Выступал за национальную сборную Андорры, сыграв 32 матча и забил 1 гол.

## Биография

### Клубная карьера
Начал заниматься футболом в молодёжной академии «Барселоны». В середине 1990-х считался одним из самых талантливых молодых футболистов Европы. В 1995 году попал в молодёжную команду «Барселона Б». В июне 1997 года при тренере Бобби Робсоне он сыграл 1 матч за основу «Барсы» в Кубке Каталонии против команды «Европа».
В 1999 году он перешёл в «Толедо». Затем играл за клубы: «Террасса» и «Химнастик» (Таррагона). В 2002 году перешёл в «Лас-Пальмас», по приглашению тренера Хосу Урибе. В команде надолго не задержался и в 2003 году перешёл в «Хетафе». В сезоне 2003/04 помог команде завоевать серебряные медали в испанской Сегунде и выйти клубу в Примеру. В Примере Бернаусу сыграть не удалось, так как летом 2004 года он перешёл в «Эльче». Всего в команде провёл три года и сыграл 92 матча. Позже играл за клуб «Полидепортиво». С 2008 года игрок клуба «Жирона».

### Карьера в сборной
В составе молодёжной сборной Испании до 20 лет играл на чемпионате мира 1997 в Малайзии. Тогда Испания дошла до 1/8 финала, где проиграла Ирландии (0:1). Марк Бернаус на турнире провёл все 5 матчей.
В национальной сборной Андорры дебютировал в 2000 году. 13 октября 2004 года в домашнем матче против Македонии (1:0), на 60-й минуте забил гол в ворота Яне Николовского. Эта победа стала всего 3-й в истории сборной Андорры и первой победой в официальном турнире (так как была сыграна в рамках квалификации чемпионата мира 2006 в Германии).

#### Голы за сборную Андорры
| # | Дата            | Стадион                               | Соперник           | Результат | Соревнование |
| - | --------------- | ------------------------------------- | ------------------ | --------- | ------------ |
| 1 | 13 октября 2004 | «Комуналь», Андорра-ла-Велья, Андорра | Северная Македония | 1:0       | ОЧМ-2006     |